# Chapon-Seraing
Chapon-Seraing is een plaats en deelgemeente van de Belgische gemeente Verlaine.
Chapon-Seraing ligt in de provincie Luik en was tot 1 januari 1977 een zelfstandige gemeente.

## Bezienswaardigheden
- De Sint-Jan-de-Doperkerk (Église Saint-Jean Baptiste) is een neogotisch kerkgebouw van 1860.

## Natuur en landcshap
De hoogte aan de kerk bedraagt 185 meter.

## Demografische ontwikkeling
- Bronnen:NIS, Opm:1831 tot en met 1970=volkstellingen, 1976= inwoneraantal op 31 december

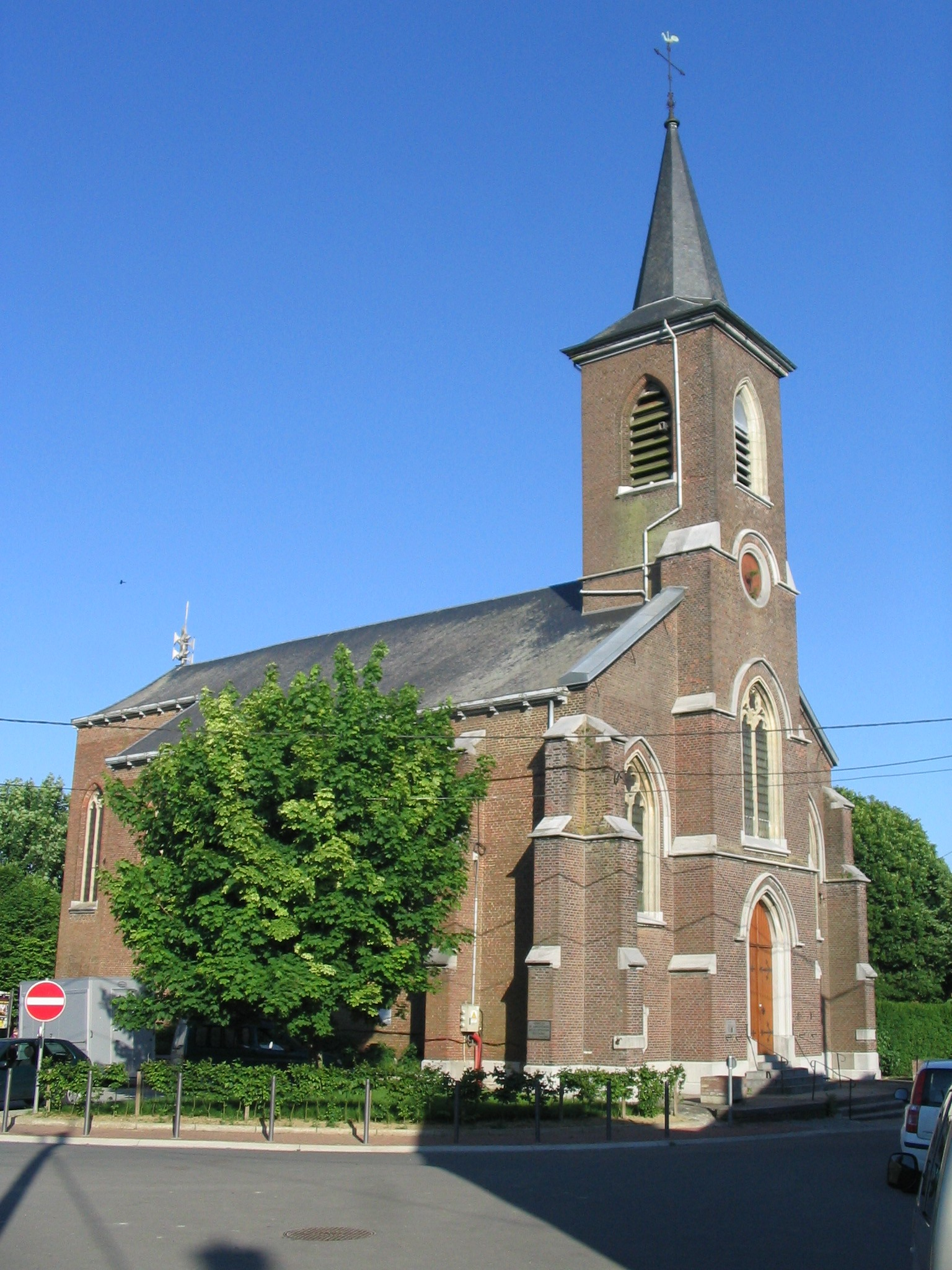
Kerk in Chapon-Seraing

## Nabijgelegen kernen
Vaux-et-Borset, Seraing-le-Château, Verlaine, Fize-Fontaine
Bodegnée · Chapon-Seraing · Seraing-le-Château · Verlaine

Belgische gemeenten · arrondissement Hoei · provincie Luik · Wallonië